# Episodi di Les Mystères de l'amour (nona stagione)
La nona stagione della serie televisiva Les Mystères de l'amour è andata in onda in Francia dal 28 marzo 2015 al 28 giugno 2015 sul canale Telemontecarlo.
In Italia è inedita.
| nº | Titolo originale          | Titolo italiano | Prima TV Francia | Prima TV Italia |
| -- | ------------------------- | --------------- | ---------------- | --------------- |
| 1  | Nouvelles donnes          |                 | 28 marzo 2015    |                 |
| 2  | Dîners en couples         |                 | 29 marzo 2015    |                 |
| 3  | Le sortilège des Guarani  |                 | 4 aprile 2015    |                 |
| 4  | Chocs en série            |                 | 5 aprile 2015    |                 |
| 5  | Nouveaux pièges           |                 | 11 aprile 2015   |                 |
| 6  | Impairs et pères          |                 | 12 aprile 2015   |                 |
| 7  | Préparatifs en tout genre |                 | 18 aprile 2015   |                 |
| 8  | Tel est pris              |                 | 19 aprile 2015   |                 |
| 9  | Fugue                     |                 | 25 aprile 2015   |                 |
| 10 | Les jeux cachés           |                 | 26 aprile 2015   |                 |
| 11 | Des masques tombent       |                 | 2 maggio 2015    |                 |
| 12 | Souvenirs du passé        |                 | 3 maggio 2015    |                 |
| 13 | L'enfant malade           |                 | 9 maggio 2015    |                 |
| 14 | Pièges et menaces         |                 | 10 maggio 2015   |                 |
| 15 | Mensonges ou vérité       |                 | 16 maggio 2015   |                 |
| 16 | Troublantes évidences     |                 | 17 maggio 2015   |                 |
| 17 | Secrets et préparatifs    |                 | 23 maggio 2015   |                 |
| 18 | Mariage surprise          |                 | 24 maggio 2015   |                 |
| 19 | Lendemain de noces        |                 | 30 maggio 2015   |                 |
| 20 | Détresse                  |                 | 31 maggio 2015   |                 |
| 21 | Signatures                |                 | 6 giugno 2015    |                 |
| 22 | La nuit des mensonges     |                 | 7 giugno 2015    |                 |
| 23 | Fou d'amour               |                 | 13 giugno 2015   |                 |
| 24 | Coup de théâtre           |                 | 14 giugno 2015   |                 |
| 25 | Un homme à tout faire     |                 | 20 giugno 2015   |                 |
| 26 | Douloureuse décision      |                 | 21 giugno 2015   |                 |
| 27 | Jour de vérité            |                 | 27 giugno 2015   |                 |
| 28 | Triste fin                |                 | 28 giugno 2015   |                 |